# Corona d'ulivo

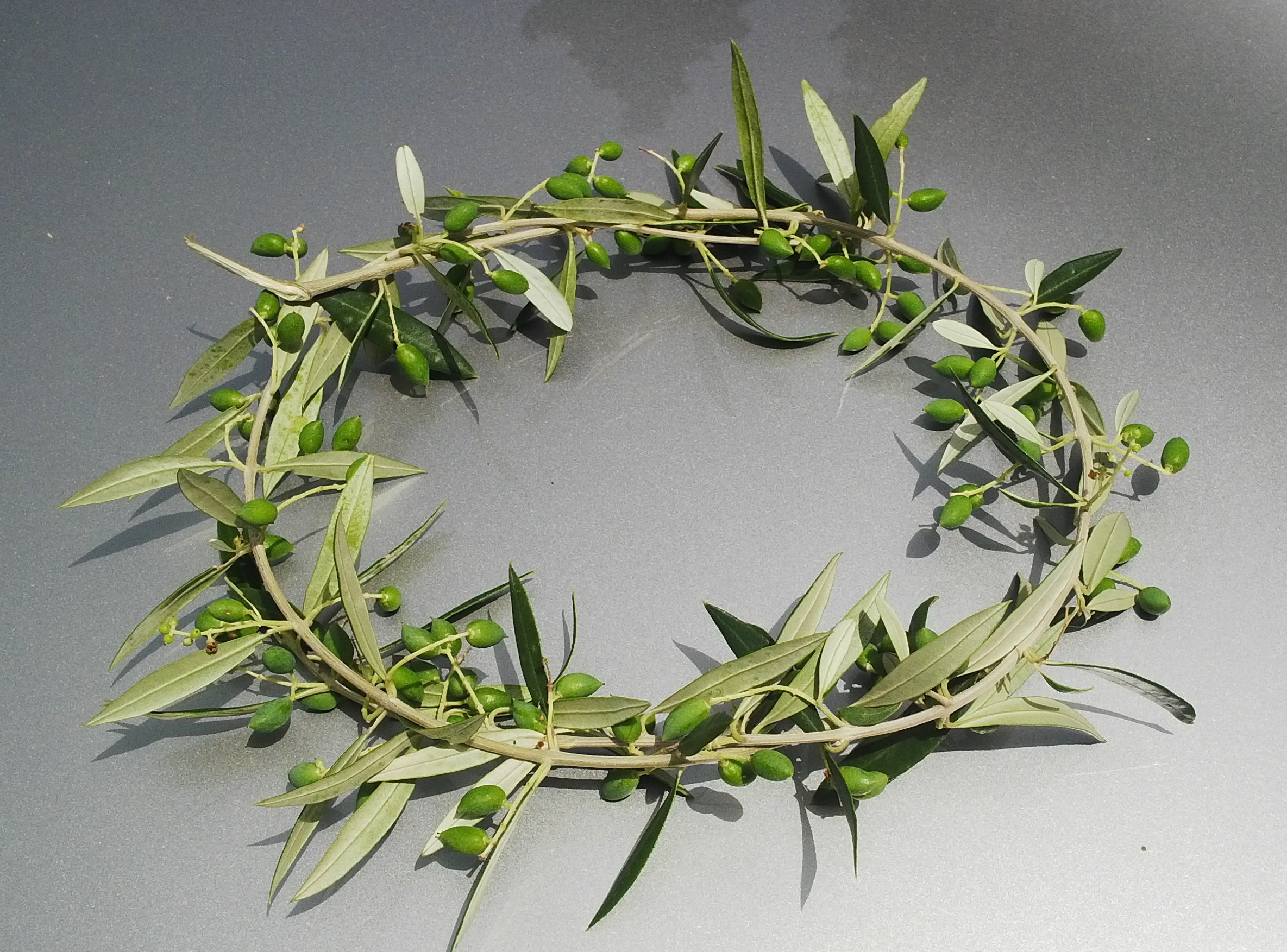

La corona d'ulivo, anche conosciuta come kotinos (κότινος), era una corona trionfale formata da uno o più rami d'ulivo intrecciati destinata ai vincitori delle gare dei Giochi olimpici antichi.

## Storia

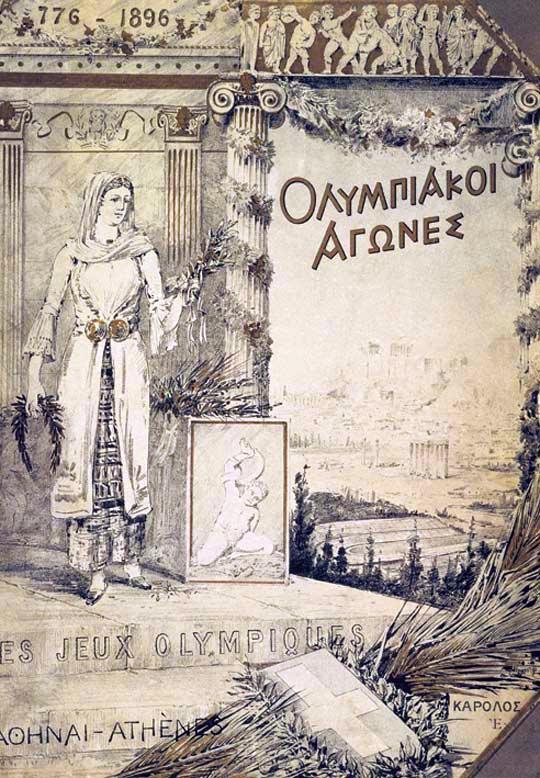
Poster della prima Olimpiade (1896). A sinistra è visibile un ramo d'ulivo.

Secondo Pausania il Periegeta, l'usanza di premiare i vincitori dei Giochi olimpici con delle corone d'ulivo fu introdotta da Eracle per onorare il padre Zeus durante lo stadion.
Al termine delle Olimpiadi, un pais anphithales (in greco antico: παῖς ἀμφιθαλής, ovvero un ragazzo i cui genitori erano ancora vivi) tagliava i rami dell'albero sacro noto come Kallistefanos Elea e Elaia Kallistephanos, che era posto al fianco del tempio di Zeus di Olimpia, con un paio di forbici dorate. Dopo aver condotto il ramo presso il tempio di Era, dove li poneva su una tavola di avorio dorato, questo veniva prelevato dai giudici dei Giochi olimpici (Ellanodici) che, dopo averlo modellato a guisa di cerchio o ferro di cavallo, lo conferivano al vincitore dei giochi.
Stando a un resoconto di Erodoto, dopo la battaglia delle Termopili, Serse chiese ad alcuni arcadiani perché vi erano così pochi uomini greci a difenderle. La risposta fu: «Tutti gli altri uomini partecipano ai Giochi Olimpici». E quando Serse chiese «Qual è il premio per il vincitore?», gli venne detto «Una corona d'ulivo.» Il suo generale Tigrane quindi dichiarò «Santo cielo! Mardonio, che razza di uomini sono questi contro i quali ci hai portato a combattere? Questi uomini non competono per i beni, ma per la virtù.»

Nel suo Pluto, Aristofane fa un commento umoristico sugli atleti che, invece di ricevere un premio in oro, ottengono come ricompensa un ramo d'ulivo. 
La corona d'ulivo fu uno dei simboli usati nel 1896 durante i Giochi della I Olimpiade. Essa fu anche lo stemma ufficiale dei Giochi di Atene del 2004.